# Мілковиці (гміна)
Гміна Мілковиці (пол. Gmina Miłkowice) — сільська гміна у південно-західній Польщі. Належить до Легницького повіту Нижньосілезького воєводства.
Станом на 31 грудня 2011 у гміні проживало 6322 особи.

## Площа
Згідно з даними за 2007 рік площа гміни становила 86,37 км², у тому числі:
- орні землі: 72,00%
- ліси: 11,00%

Таким чином, площа гміни становить 11,60% площі повіту.

## Населення
Станом на 31 грудня 2011:
| Опис     | Загалом | Загалом | Чоловіки | Чоловіки | Жінки | Жінки |
| -------- | ------- | ------- | -------- | -------- | ----- | ----- |
| одиниця  | осіб    | %       | осіб     | %        | осіб  | %     |
| все      | 6322    | 100     | 3110     | 49.19    | 3212  | 50.81 |
| міське   | 0       | 100     | 0        |          | 0     |       |
| сільське | 6322    | 100     | 3110     | 49.19    | 3212  | 50.81 |

## Сусідні гміни
Гміна Мілковиці межує з такими гмінами: Хойнув, Кротошиці, Куниці, Любін, Злотория.